# 리투아니아의 역사
리투아니아의 역사는 수천 년 전에 세워진 정착지로 거슬러 올라가지만, 리투아니아의 이름에 대한 최초의 기록은 서기 1009년으로 거슬러 올라간다. 발트족의 한 사람인 리투아니아인은 나중에 이웃 땅을 정복하고 13세기에 리투아니아 대공국을 세웠다(또한 리투아니아 왕국). 대공국은 성공적이고 지속적인 전사 국가였다. 그것은 맹렬히 독립했고 기독교를 채택한 유럽의 마지막 지역 중 하나였다(14세기 시작). 루테니아에 거주하는 동슬라브족의 대규모 정복을 통해 15세기 유럽에서 가장 큰 국가가 되었다. 1385년, 대공국은 크레보 합병을 통해 폴란드와 왕조 연합을 형성했다. 나중에, 루블린 연합 (1569년)은 폴란드-리투아니아를 만들었고, 폴란드 분할이 리투아니아와 폴란드를 정치 지도에서 지운 1795년까지 지속되었다. 해체 후 리투아니아인들은 20세기까지 러시아 제국의 지배하에 살았지만, 특히 1830년~1831년과 1863년에 여러 주요 반란이 있었다.
1918년 2월 16일, 리투아니아는 민주주의 국가로 다시 설립되었다. 독일-소련 불가침 조약에 따라 소련이 점령한 제2차 세계 대전이 시작될 때까지 독립을 유지했다. 나치가 소련과 전쟁을 벌인 후 나치 독일이 잠시 점령한 후, 리투아니아는 거의 50년 동안 다시 소련에 흡수되었다. 1990년~1991년 리투아니아는 리투아니아 국가 재건 법률로 주권을 회복했다. 리투아니아는 2004년에 나토 동맹에 가입했고, 유럽 연합은 2004년에 확장의 일환으로 가입했다.

## 국가 형성 전

### 초기 정착

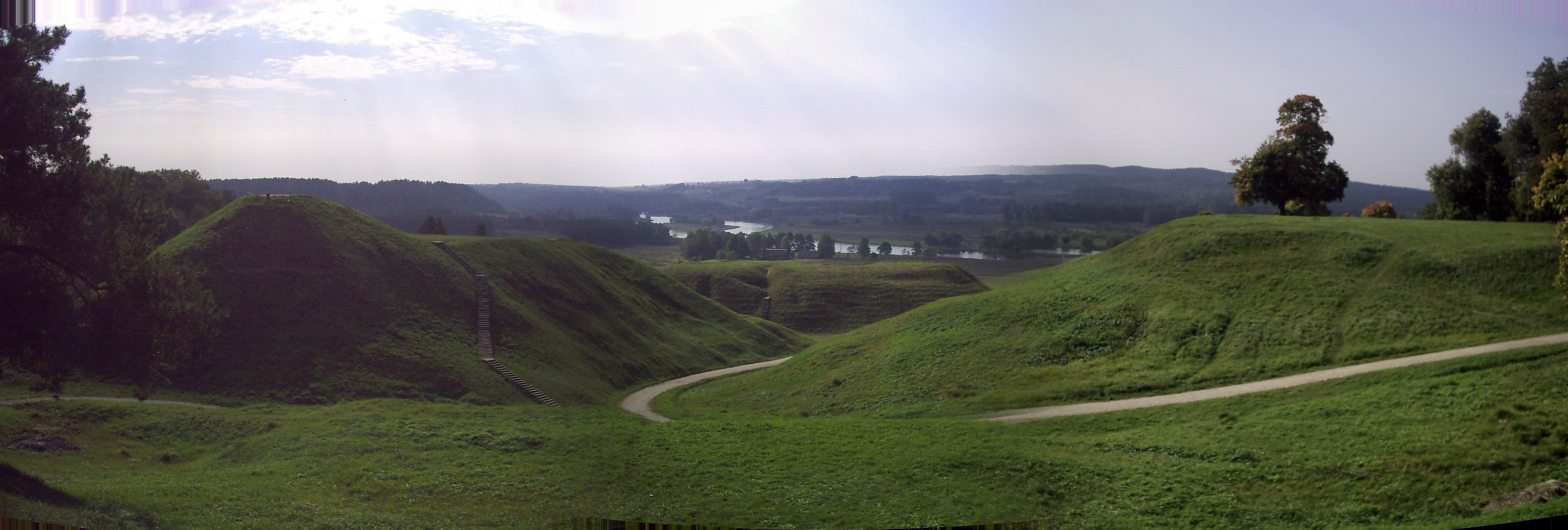
케르나베 언덕

기원전 1000년 후반기에 빙하가 사라진 후, 최초의 인류가 리투아니아에 도착했다. 역사학자 마리야 김부타스에 따르면, 이 사람들은 윌란반도와 오늘날의 폴란드 두 방향에서 왔다고 한다. 그들은 그들이 사용한 도구로 증명된 두 가지 다른 문화를 가져왔다. 그들은 여행 중인 사냥꾼들이었고 안정적인 정착지를 형성하지 못했다. 기원전 8천년기에, 기후는 훨씬 더 따뜻해졌고, 숲이 발달했다. 오늘날 리투아니아에 거주하는 사람들은 그 후 여행을 줄이고 지역 사냥, 채집, 민물 낚시에 종사했다. 기원전 6천년에서 5천년 동안, 다양한 동물들이 길들여졌고 더 큰 가족을 수용하기 위해 주거가 더 정교해졌다. 기원전 3천년이 되어서야 농업이 출현했는데, 이는 혹독한 기후와 지형, 그리고 땅을 경작할 수 있는 적절한 도구의 부족 때문이다. 공예와 무역 또한 이 시기에 형성되기 시작했다.
북서인도유럽어족 화자들은 기원전 3200년~3100년 경에 전부문화를 가지고 왔을 것이다.

### 발트족

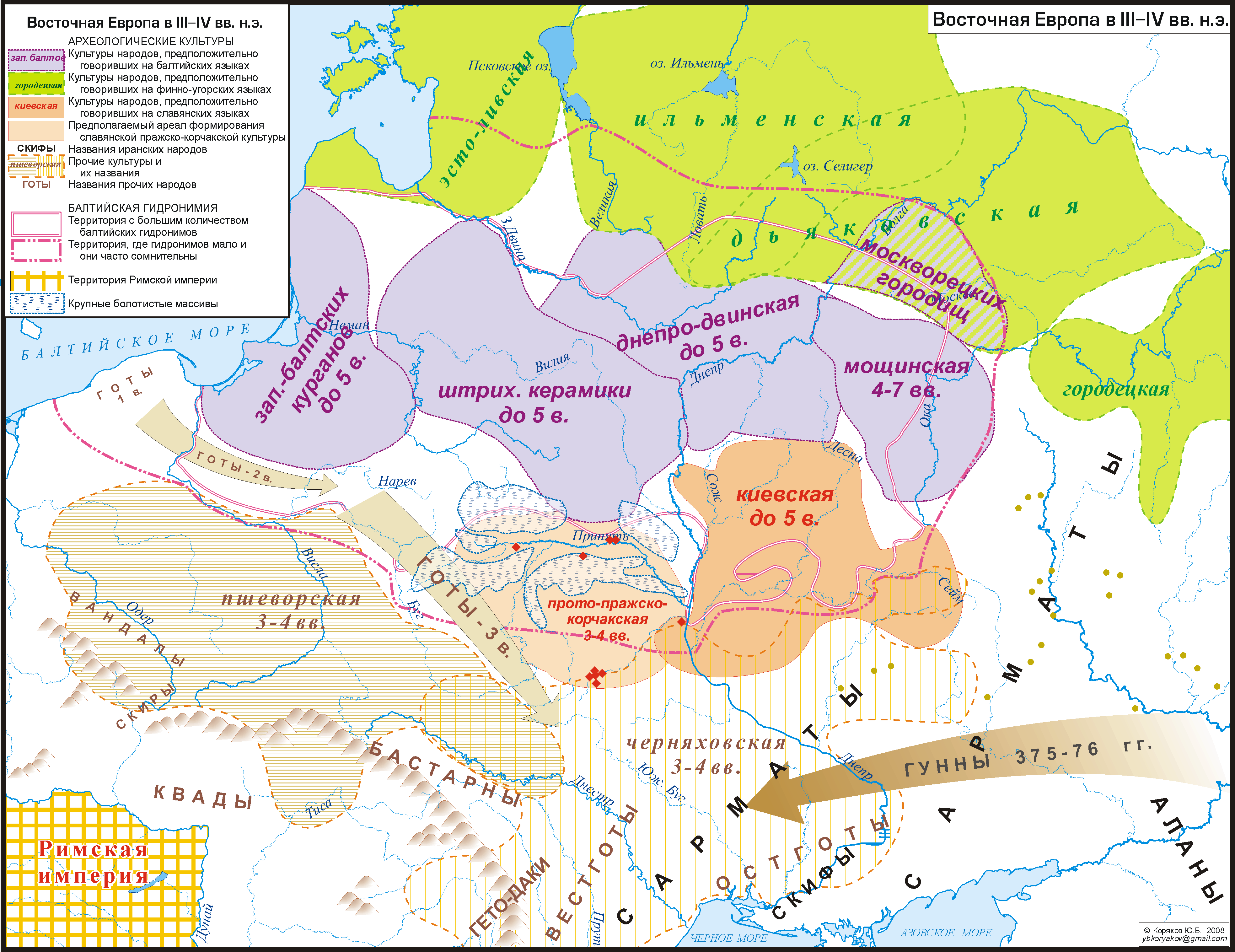
훈족의 침략 (서기 3~4년) 당시 고대 발트해 고향의 지도이다. 발트해 문화 지역 (고고학적으로 확인됨)은 보라색으로 표시되어 있다. 발트해 지역은 원래 발트해에서 현대 모스크바까지 동유럽을 뒤덮었다.

1200년경에는 튜턴 기사단의 개종과 정복을 앞두고 있던 발트족들이 발트해 영토가 내륙 멀리까지 뻗어 있었다고 한다.

최초의 리투아니아인은 발트족으로 알려진 고대 집단의 한 분파였다. 발트족의 주요 부족은 서발트 고대 프루센과 요트빙거족, 동발트 리투아니아와 라트비아인이었다. 발트인들은 인도유럽어족 언어들의 형태를 말했다. 오늘날 발트해 민족은 리투아니아인과 라트비아인뿐이지만, 과거에는 발트해 민족이나 부족이 더 많았다. 이들 중 일부는 리투아니아인과 라트비아인(사모기티아인, 셀로니아인, 쿠로니아인, 세미갈리아인)으로 통합되었고, 다른 일부는 튜턴 기사단(고대 프로이센인, 요트빙거인, 삼비아인, 스칼비아인, 갈린드인)에 의해 정복되고 동화되면서 더 이상 존재하지 않았다.
발트해 부족들은 로마 제국과 긴밀한 문화적, 정치적 접촉을 유지하지는 않았지만, 무역 접촉을 유지하였다. 타키투스는 그의 연구 《게르만족의 기원과 현황》에서 서기 97년경에 발트족으로 추정되는 발트해 남동부 해안의 거주민인 에스테티족을 묘사했다. 서부 발트는 분화되어 외부 연대기 작가들에게 먼저 알려지게 되었다. 2세기 클라우디오스 프톨레마이오스는 갈린디아인과 요트빙거인을 알고 있었고, 초기 중세 연대기 작가들은 프러시아인, 쿠로니아인, 세미갈리아인을 언급했다.
리투아니아는 네만강 유역의 하류 및 중류에 위치한 주로 문화적으로 다른 지역인 사모기티아(중세의 초기 골격 매장지로 알려져 있음)와 동쪽 아욱슈타이티야(중세의 초기 화장 매장지로 알려져 있음)로 구성되어 있다. 이 지역은 언어, 문화, 종교적 정체성이 분리되어 있고 일반적인 유럽 패턴과 트렌드에 통합되는 것을 지연시키는 무역업자를 포함한 외부인들에게 외지고 매력적이지 않았다.
리투아니아어는 인도유럽어족 어근과 밀접한 관련이 있기 때문에 매우 보수적인 것으로 여겨진다. 7세기경 현존하는 언어 중 가장 밀접한 관련이 있는 라트비아어와 구별되었다고 여겨진다. 많은 고대 요소들과 함께 전통적인 리투아니아 이교도 관습과 신화는 오랫동안 보존되었다. 통치자들의 시신은 리투아니아가 기독교화될 때까지 화장되었다. 알기르다스와 켕스투티스 대공의 화장 의식에 대한 묘사는 남아 있다.
리투아니아 부족은 첫 천년이 끝날 무렵에 더 눈에 띄게 발전한 것으로 생각된다. 리투아니아에 대한 최초의 언급은 1009년 3월 9일자 케들린부르크 수도원 연보에서 비롯되었다. 1009년, 퀘르푸르트 선교사 브루노가 리투아니아에 도착하여 리투아니아 통치자에게 "네티머 왕"이라는 세례를 주었다.

## 소련 시대 (1944년~1990년)

### 스탈린주의 테러 및 저항 (1944년~1953년)
1941년에서 1952년 사이에 리투아니아에서 소련의 추방이 이루어지면서 수만 가구가 소련, 특히 시베리아와 다른 외딴 지역의 강제 정착지로 추방되었다. 1944년에서 1953년 사이에 거의 12만 명(전 인구의 5%)이 추방되었고, 수천 명이 정치범이 되었다. 많은 주요 지식인들과 대부분의 가톨릭 성직자들은 추방자들 중 한 명은 1953년 이후에 리투아니아로 돌아왔다. 1940년대와 1950년대 초에는 약 20,000명의 리투아니아 파르티잔이 소련 정권에 대항하는 전쟁에 참여했다. 대부분은 죽임을 당하거나 시베리아 굴라그로 추방되었다. 1945년 제2차 세계 대전이 끝나고 독일이 항복한 이후 몇 년 동안, 4만에서 6만 명 사이의 민간인과 전투원이 반소련 반란의 맥락에서 죽었다. 제2차 세계 대전 이후 리투아니아인이 제2차 세계 대전 기간보다 훨씬 더 많이 죽었다.
리투아니아의 무장 저항은 1953년까지 지속되었다. 1956년 10월 리투아니아 자유투사연합의 마지막 공식 지휘관 아돌파스 라마나우스카스(코드명 바나가스)가 체포되어 1957년 11월 처형되었다.

### 소련 시대
소련은 리투아니아를 소비에트 연방에 통합하고 산업 발전을 장려하기 위한 방법으로 비 리투아니아 노동자들, 특히 러시아인들의 이민을 장려했지만, 리투아니아에서 이 과정은 다른 유럽 소비에트 공화국들이 경험한 거대한 규모를 상정하지 않았다.
러시아화보다는 리투아니아화가 전후 빌뉴스에서 일어났고 민족 부흥의 요소들은 리투아니아가 소비에트 공화국으로서 존재했던 시기를 특징짓는다. 1944년 스탈린이 빌뉴스를 리투아니아 소비에트 사회주의 공화국으로 다시 편입시키기로 결정하면서 리투아니아의 국경과 정치적 통합이 결정되었다. 그 후, 대부분의 폴란드인들은 소련과 리투아니아 공산주의 정책의 시행으로 빌뉴스에서 이주했다. 빌뉴스는 리투아니아인들에 의해 점점 더 정착되었고 리투아니아 문화에 동화되었다. 리투아니아의 경제는 소련의 다른 지역들과 비교해서 좋은 성적을 거두었다.
리투아니아의 국가 발전은 소련 공산주의자, 리투아니아 공산주의자, 리투아니아 지식인들에 의해 이루어진 암묵적인 타협 협정을 따랐다. 빌뉴스 대학교는 전후 다시 문을 열었으며, 리투아니아어로 운영되었다. 이곳은 발트해 연구의 중심지가 되었다. 리투아니아 SSR의 일반 학교는 리투아니아 역사상 그 어느 때보다도 많은 양의 리투아니아어를 가르쳤다. 문학적인 리투아니아어는 학문과 리투아니아 문학의 언어로서 더욱 표준화되고 정제되었다. 리투아니아 지식인들이 결국 국가 특권을 위해 지불한 대가는 탈스탈린화 이후 그들의 훨씬 더 늘어난 공산당원이었다.
1953년 스탈린의 죽음과 1980년대 중반 미하일 고르바초프의 글라스노스트와 페레스트로이카 개혁 사이에 리투아니아는 모든 억압과 특수성을 지닌 소비에트 사회로 기능했다. 농업은 여전히 집단화되었고, 재산은 국유화되었으며, 소련 체제에 대한 비판은 엄하게 처벌되었다. 이 나라는 여행 제한으로 인해 비소련 세계로부터 크게 고립되었고, 가톨릭 교회의 박해는 계속되었고, 명목상 평등주의 사회는 제도에 봉사하는 사람들에 대한 연줄과 특권의 실천으로 인해 광범위하게 타락했다.
공산주의 시대는 그루타스 공원 박물관에 전시되어 있다.

## 독립 회복 (1990년~현재)

### 독립 투쟁 (1990년~1991년)

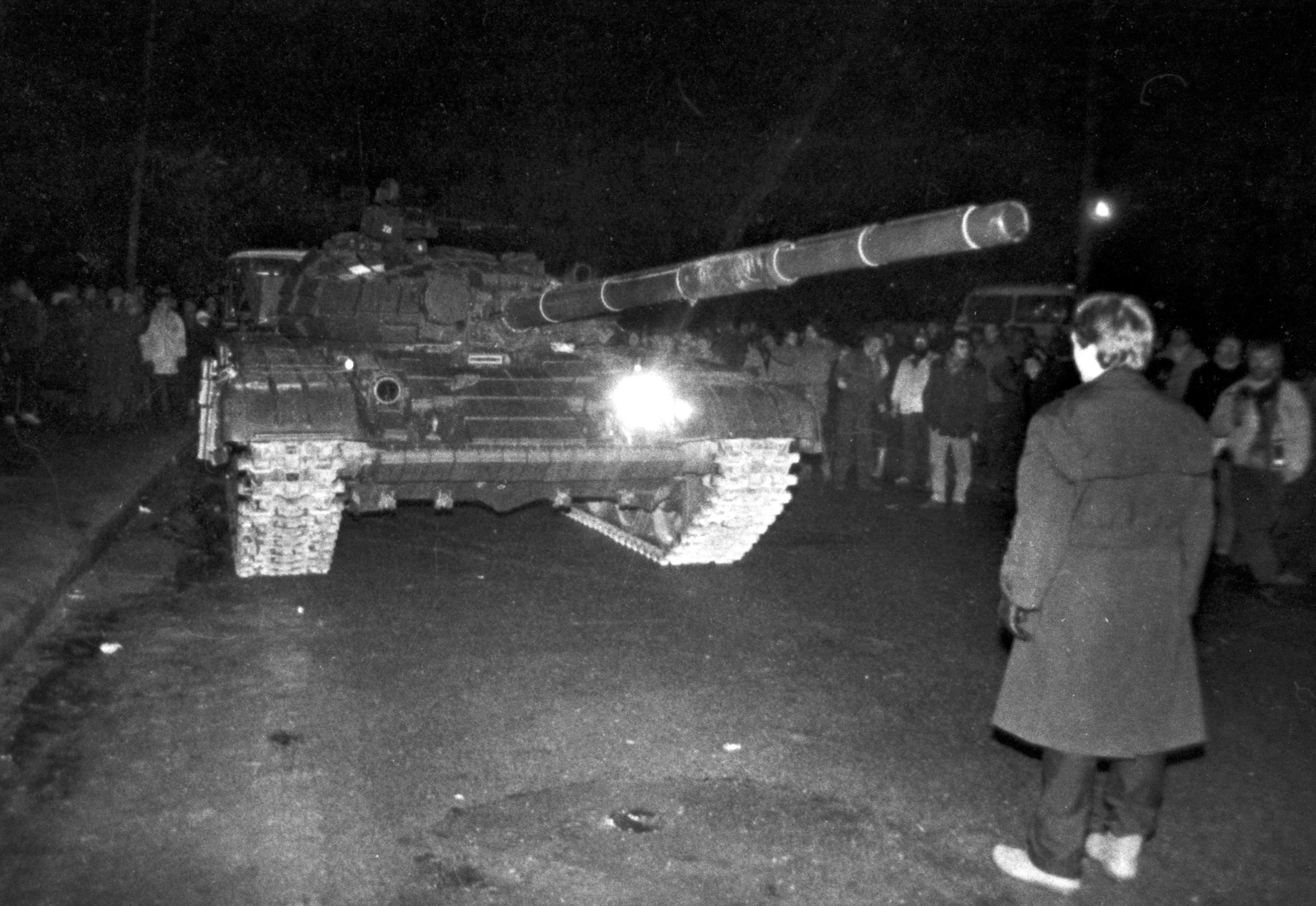
1월 사건 동안 소련군 탱크에 맞서 서 있는 비무장 리투아니아 시민

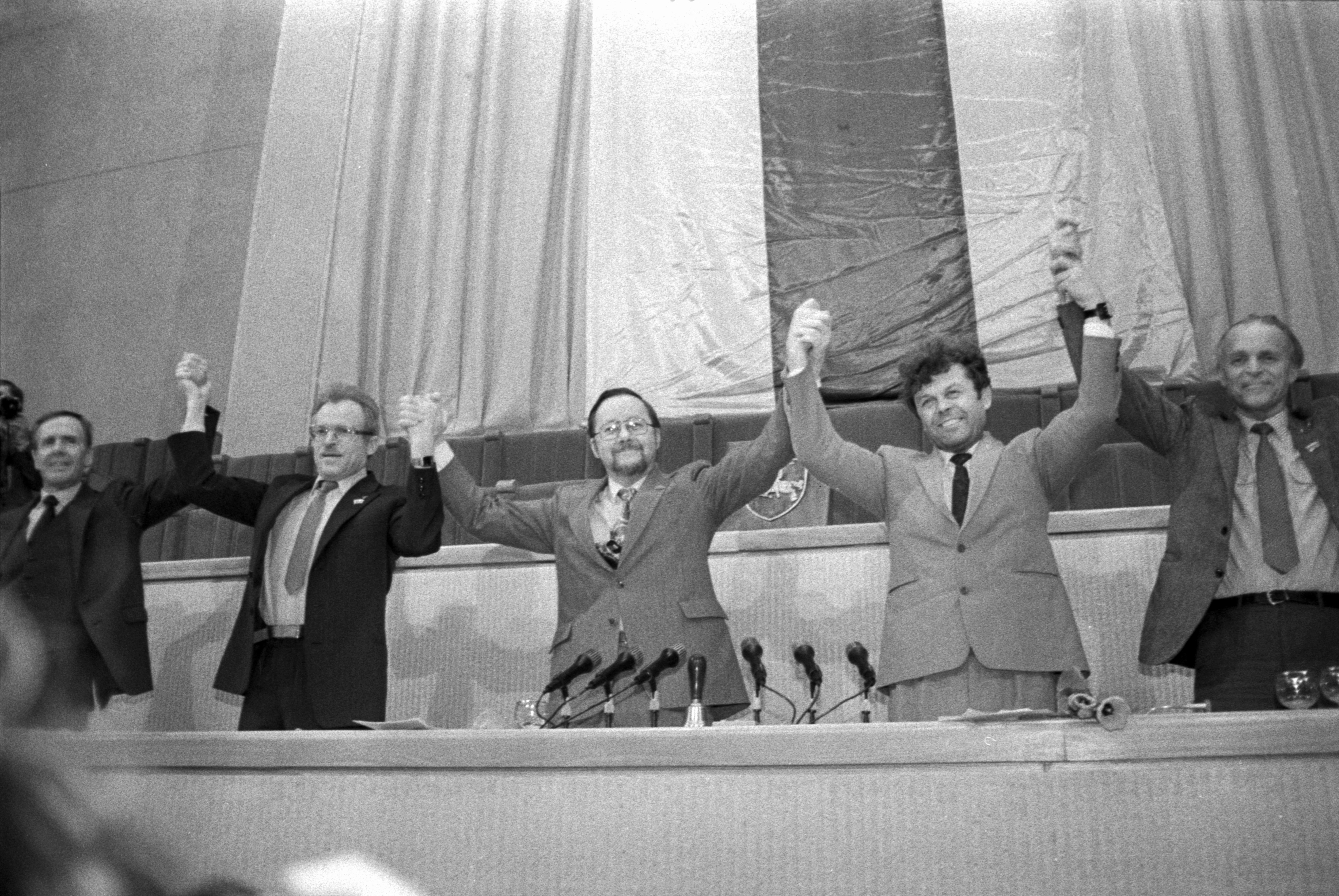
1990년 3월 11일 빌뉴스에서 리투아니아 국가 재건 법률이 공포된 후 리투아니아 최고위원회의 지도자

1990년 초 리투아니아 의회 선거에서 사유디스의 지지를 받은 후보들이 당선되었다. 1990년 3월 11일, 리투아니아 소비에트 사회주의 공화국 최고 소비에트는 리투아니아 국가 재건법을 선포했다. 발트해 공화국들은 독립을 위한 투쟁의 최전선에 있었고 리투아니아는 소비에트 공화국들 중 가장 먼저 독립을 선언했다. 사유디스 민족 운동의 지도자였던 비타우타스 란츠베르기스가 국가 원수가 되었고 카지미라 프룬스키에네가 내각의 수장이 되었다. 국가의 임시 기본법이 통과되었다.
3월 15일, 소련은 독립의 철회를 요구했고 리투아니아에 대한 정치적, 경제적 제재를 가하기 시작했다. 4월 18일, 소련은 6월 말까지 리투아니아를 경제 봉쇄했다. 소련군은 몇몇 공공 건물을 점령하는 데 사용되었지만, 폭력은 1991년 1월까지 크게 억제되었다. 리투아니아에서 열린 1월 사건에서 소련 당국은 소위 국가 구국 위원회를 후원함으로써 선출된 정부를 전복시키려 했다. 소련은 빌뉴스 TV 타워를 강제로 점령하여 14명의 비무장 민간인을 살해하고 140명을 다치게 했다. 이 공격 동안 외부와 연락할 수 있는 유일한 방법은 LY2BAW라는 호출부호를 가진 타다스 비슈니아우스카스가 리투아니아 의회 건물에 설치한 아마추어 라디오 방송국이었다. 인디애나주의 N9RD와 일리노이주의 WB9Z라는 호출부호를 가진 한 미국 아마추어 무선 사업자가 도움을 청하는 첫 번째 외침을 받았다. N9RD, WB9Z 및 전 세계의 다른 무선 사업자들은 미국 국무부의 공식 인력이 방송을 시작할 수 있을 때까지 관련 당국에 상황 업데이트를 전달할 수 있었다. 모스크바는 리투아니아 독립 운동을 진압하는 데 실패했고, 리투아니아 정부는 계속 기능했다.
1991년 2월 9일 국민투표에서 투표 참여자의 90% 이상이 독립적이고 민주적인 리투아니아에 찬성표를 던졌다. 1991년 8월 소련의 쿠데타 시도 동안 소련군은 빌뉴스와 다른 도시에 있는 통신 및 기타 정부 시설을 점령했지만 쿠데타가 실패하자 병영으로 돌아갔다. 리투아니아 정부는 소련 공산당을 금지하고 재산을 몰수하라는 명령을 내렸다. 1991년 9월 6일 리투아니아는 국제 연합에 가입하였다.

### 현대 리투아니아 공화국 (1991년~현재)

리투아니아의 국기

구소련의 많은 나라들과 마찬가지로 경제 상황 악화(실업률 상승, 인플레이션 등)로 인해 독립 운동의 인기가 줄어들었다. 1992년 리투아니아 총선에서 리투아니아 공산당은 리투아니아 민주노동당(LDDP)으로 개명하여 과반 의석을 얻었다. LDDP는 독립 민주주의 국가를 건설하고 중앙 계획 경제에서 자유 시장 경제로 계속 전환했다. 1996년 리투아니아 의회 선거에서 유권자들은 전 소수민족 지도자 비타우타스 란츠베르기스가 이끄는 우파 조국연합으로 돌아섰다.
리투아니아는 자본주의로의 경제적 전환의 일환으로 정부 소유의 주거용 부동산과 상업 기업을 매각하기 위한 민영화 운동을 조직했다. 정부는 실제 화폐 대신 민영화에 사용될 투자 증표를 발행했다. 사람들은 공공 경매와 민영화 운동을 위해 더 많은 양의 바우처를 모으기 위해 그룹으로 협력했다. 리투아니아는 러시아와 달리 매우 부유하고 강력한 사람들로 구성된 작은 집단을 만들지 않았다. 민영화는 소규모 조직으로부터 시작되었고, 몇 년 후 외국 투자자들을 끌어들이기 위해 통신 회사나 항공사와 같은 대기업들이 경화에 매각되었다. 리투아니아의 화폐 체계는 전쟁 기간 동안 사용된 통화인 리투아니아 리타스에 기반을 두었다. 높은 인플레이션과 다른 지연으로 인해 리투아니아 탈로나가 도입되었다. 결국 리타스는 1993년 6월에 발행되었고, 1994년 미국 달러와 2002년 유로에 고정 환율을 적용하기로 결정했다.

리투아니아의 수도 빌뉴스

리투아니아가 완전한 독립을 달성했음에도 불구하고, 상당수의 러시아 연방군이 리투아니아 영토에 남아있었다. 이러한 군대의 철수는 리투아니아의 최우선 외교 정책 중 하나였다. 러시아 연방군의 철수는 1993년 8월 31일까지 완료되었다. 재탄생한 나라의 첫 군대는 독립 선언 직후 리투아니아 최고 평의회에서 처음 선서를 한 리투아니아 국방 의용군이었다. 리투아니아 육군은 리투아니아 공군, 리투아니아 해군, 리투아니아 육상군과 함께 공동의 기준에 따라 구축되었다. 리투아니아 라이플맨 연합, 청년 라이플맨, 리투아니아 스카우트 등 전쟁 간 준군사조직이 재건되었다.
1993년 4월 27일, 펜실베이니아주 방위군과의 파트너십이 주 파트너십 프로그램의 일환으로 설립되었다.
리투아니아는 서방과의 긴밀한 관계를 추구하기 위해 1994년 북대서양 조약 기구(NATO) 가입을 신청했다. 그 나라는 유럽 연합(EU) 가입 요건을 충족시키기 위해 계획된 시장 경제에서 자유 시장 경제로의 어려운 전환을 겪어야 했다. 2001년 5월, 리투아니아는 세계 무역 기구의 141번째 회원국이 되었다. 2002년 10월, 리투아니아는 유럽 연합에 가입하도록 초청되었고, 한 달 후 북대서양 조약 기구에 가입하였다.
세계 금융 위기와 대침체의 결과로, 2009년 리투아니아 경제는 1991년 소련 해체 이후 최악의 불황을 겪었다. 2004년 리투아니아의 유럽연합 가입으로 인한 성장 호황 이후, 2009년 국내총생산은 15% 감소했다. 특히 리투아니아가 유럽 연합에 가입한 이후, 많은 리투아니아인들(인구의 최대 20%)이 이 작은 나라에 중요한 인구통계학적 문제를 일으킬 더 나은 경제적 기회를 찾아 해외로 이주했다. 2015년 1월 1일, 리투아니아는 유로존에 가입하였고, 발트 3국 중 마지막 국가로 유럽 연합의 단일 통화를 채택하였다. 2018년 7월 4일, 리투아니아는 공식적으로 OECD에 가입했다.

## 같이 보기
- 북방십자군
- 리투아니아의 총리